# 적모

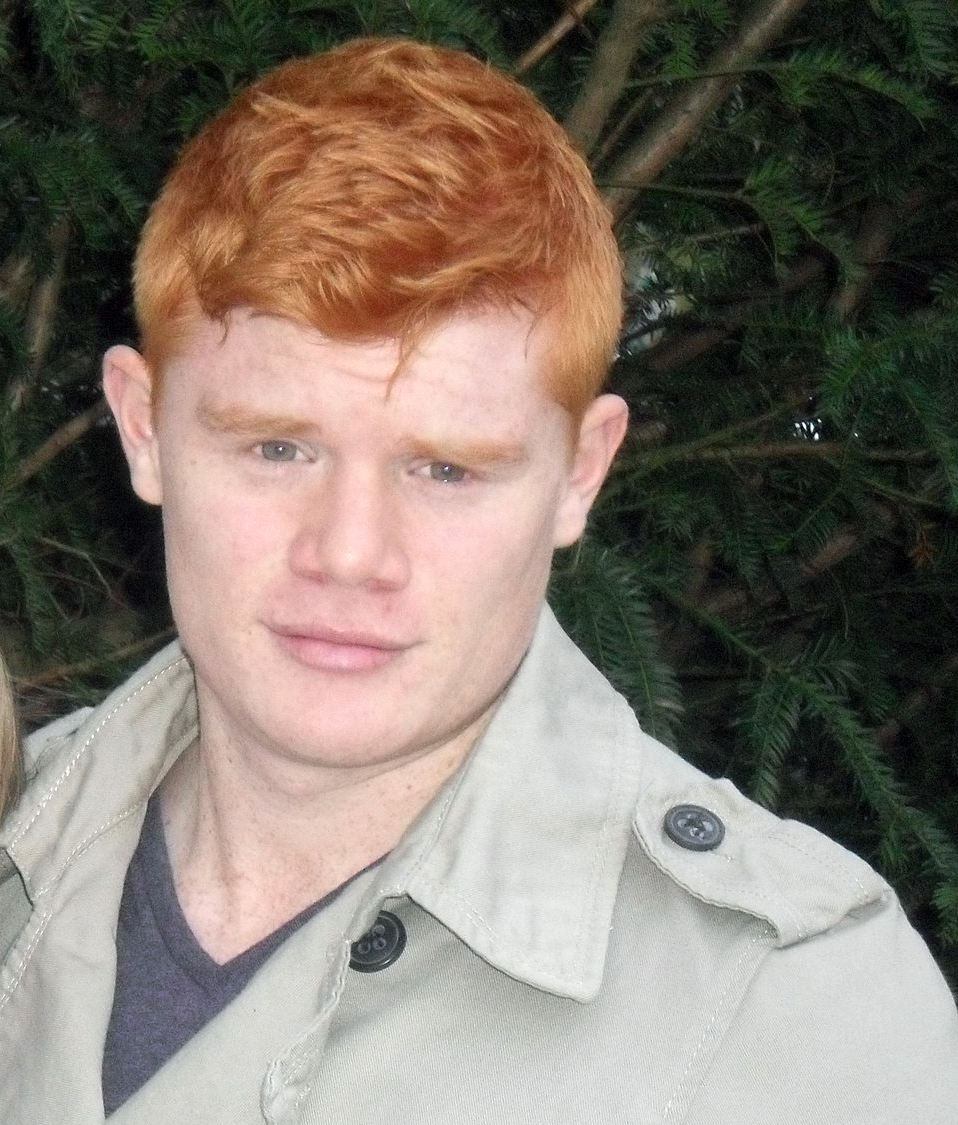

적모(赤毛)는 붉은 계열의 머리색이다. 전체 인구의 1~2%에서 자연적으로 발생하며, 북유럽 또는 북서부 유럽 조상의 사람들 사이에서 더 높은 빈도인 2~6%로 나타난다. 16번 염색체에 2개의 열성유전자를 가지고 있는 경우가 대다수이며, 이 유전자로 인해 흰 피부와 주근깨를 함께 가지고 있는 경우가 많다.

## 같이 보기
- 흑발
- 갈색머리